# I Can’t Go for That (No Can Do)
«I Can’t Go for That (No Can Do)» («Я не могу пойти на это») — сингл американского дуэта Hall & Oates, выпущенный 14 декабря 1981 года лейблом RCA и ставший вторым с их 10-го альбома Private Eyes, достигшим первого места в хит-параде Billboard Hot 100 в США.

## История
В записи участвовал американский саксофонист Чарльз ДеЧант (Charles DeChant, на видео они поют троём). Сингл стал 4-м в карьере дуэта, возглавившим общенациональный хит-парад Billboard Hot 100 в США. «I Can’t Go for That» была включена под номером 6 в список «100 Лучших песен 1980-х годов» канала VH1 («The 100 Greatest Songs of the '80s.»). Сингл приобрел золотой статус RIAA в США. Кроме того, необычным явлением стало то, что сингл «I Can’t Go for That (No Can Do)» на неделю возглавил «черный» хит-парад US R&B музыки — редчайший случай для «белых» исполнителей. Также он был № 1 в танцевальном чарте US Dance. Согласно Дэрилу Холлу (Daryl Hall), во время записи песни «We Are the World», Майкл Джексон подошёл к нему и признался, что на «Billie Jean» повлиял стиль игры бас-гитары из песни I Can’t Go For That (No Can Do) дуэта Hall and Oates.

## Использование в других песнях
Оригинальный трек неоднократно семплировался и частично воспроизводился многими исполнителями в своих песнях, в том числе в жанрах R&B и хип-хоп. Ниже приводится частичный их список:
- 1989 — «Say No Go» — De La Soul
- 1993 — «V.S.O.P» — Above the Law
- 1996 — «So Deep» — Dan-e-o
- 1997 — «I’ll Do Anything» — Heavy D
- 1998 — «I Can’t Go for That» — 2 Live Crew
- 1999 — «Wait 'Til I Get Home» — C-Note
- 2001 — «Traffic» — Stereo MC's
- 2002 — «4 Myself» Mac Dre ft. Devious and Dubee
- 2003 — «Take Me To Your Leader» — King Geedorah
- 2003 — «Sunrise» — Simply Red
- 2004 — «I Can’t Go For That/Happy People Remix» — Notorious B.I.G. / R. Kelly («Happy People» samples Spandau Ballet’s «True»)
- 2006 — «Give and Go» — Girl Talk
- 2006 — «Can’t Go On» — Örten
- 2006 — «Mama (Loves a Crackhead)» — Plan B
- 2017 — «On Hold» — The XX

## Чарты
| Чарт (1981—1982)                   | Высшая позиция |
| ---------------------------------- | -------------- |
| Canadian Singles Chart             | 2              |
| Netherlands Singles Chart          | 13             |
| New Zealand Singles Chart          | 5              |
| Swedish Singles Chart              | 10             |
| UK Singles Chart                   | 8              |
| US Billboard Hot 100               | 1              |
| US Billboard Hot R&B/Hip-Hop Songs | 1              |
| US Billboard Hot Dance Club Songs  | 1              |
| US Billboard Adult Contemporary    | 12             |